# Giambologna (cràter)
Giambologna és un cràter d'impacte en el planeta Mercuri de 69 km de diàmetre. Porta el nom de l'escultor flamenc Jean de Boulogne «Giambologna» (1529-1608), i el seu nom va ser aprovat per la Unió Astronòmica Internacional el 2013.